# Korkeavuorenkatu

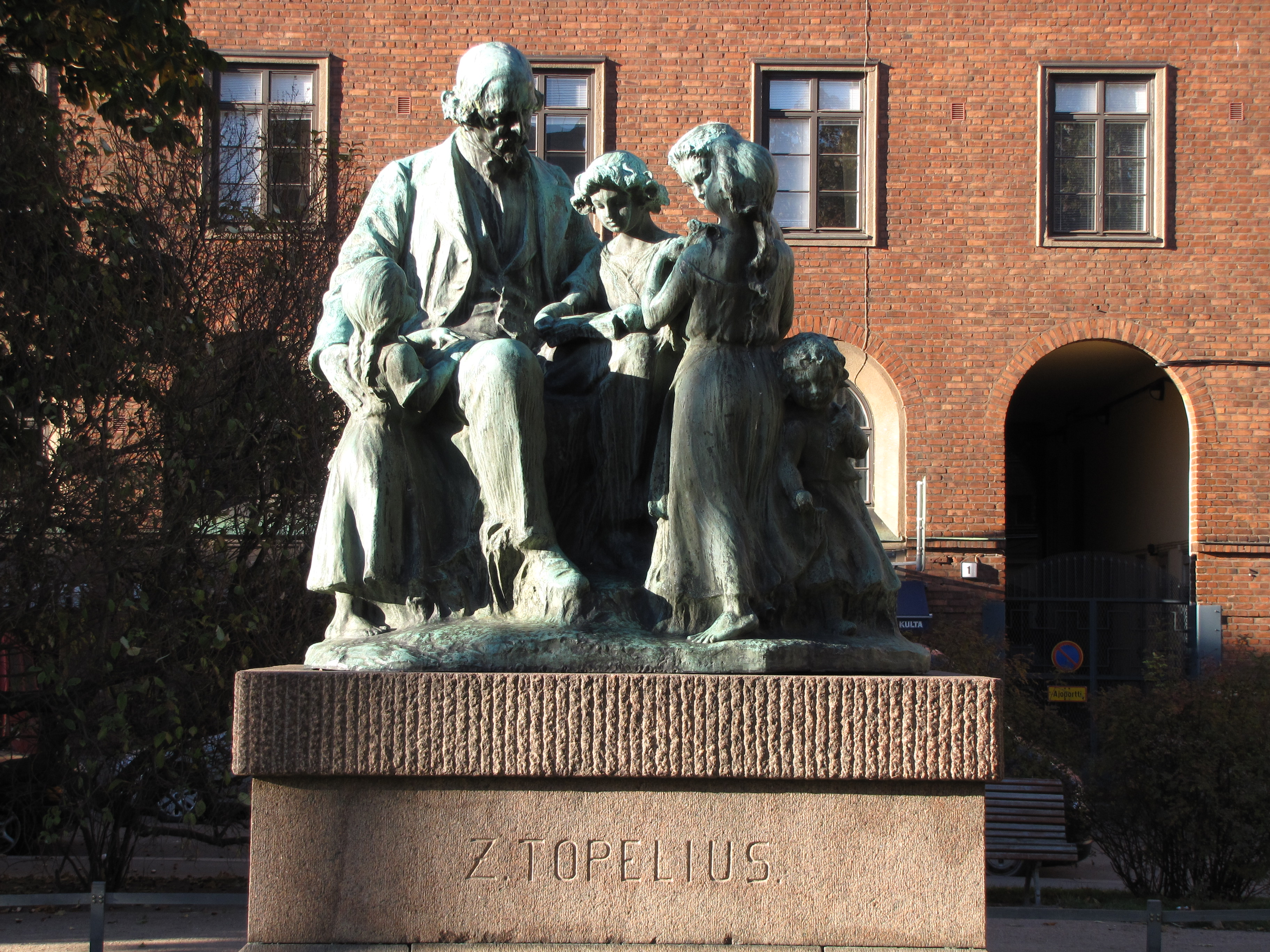
Statue Topelius sculptée par Ville Vallgren et érigée au coin de Korkeavuorenkatu et de Yrjönkatu.

La rue du haut mont (finnois : Korkeavuorenkatu) est une rue des quartiers Kaartinkaupunki et Ullanlinna d'Helsinki en Finlande.

## Présentation
La rue part du sud au coin de Vuorimiehenkatu à Ullanlinna et se termine à Pohjoisesplanadi. 
Au sud de Vuorimiehenkatu, la rue est prolongée par Kapteeninkatu et au nord de Pohjoisesplanadi est prolongée par Mikonkatu.

## Rues croisées du sud au nord
- Jääkärinkatu
- Tarkk'ampujankatu
- Punanotkonkatu
- Merimiehenkatu
- Yrjönkatu
- Ullanlinnankatu
- Ratakatu
- Pieni Roobertinkatu
- Ludviginkatu
- Rikhardinkatu
- Eteläesplanadi

## Bâtiments
La rue compte de nombreux batiments historiques dont:
| N° | Bâtiment                             | Image | Architecte                         | Const. |
| 12 | Église Saint-Jean                    |       | Adolf Melander                     | 1891   |
| 19 | Kihlman                              |       | Karl Hård af Segerstad Bertel Jung | 1898   |
| 23 | Musée du Design                      |       | Gustaf Nyström                     | 1895   |
| 21 | Immeuble Ohrana                      |       | Axel Högberg                       | 1888   |
| 26 | Caserne de pompiers d'Erottaja       |       | Theodor Höijer                     | 1891   |
| 30 | Maison Heikel                        |       | H.E. Saurén                        | 1885   |
| 31 | Kastén                               |       | Emil Svensson Emil Holm            | 1907   |
| 35 | Puhelinyhdistyksen talo              |       | Lars Sonck                         | 1905   |
| 43 | Bibliothèque de la rue Rikhardinkatu |       | Theodor Höijer                     | 1881   |

## Transports
La ligne 10 du tramway dessert Kirurgi (Tarkk'ampujankatu).

## Galerie

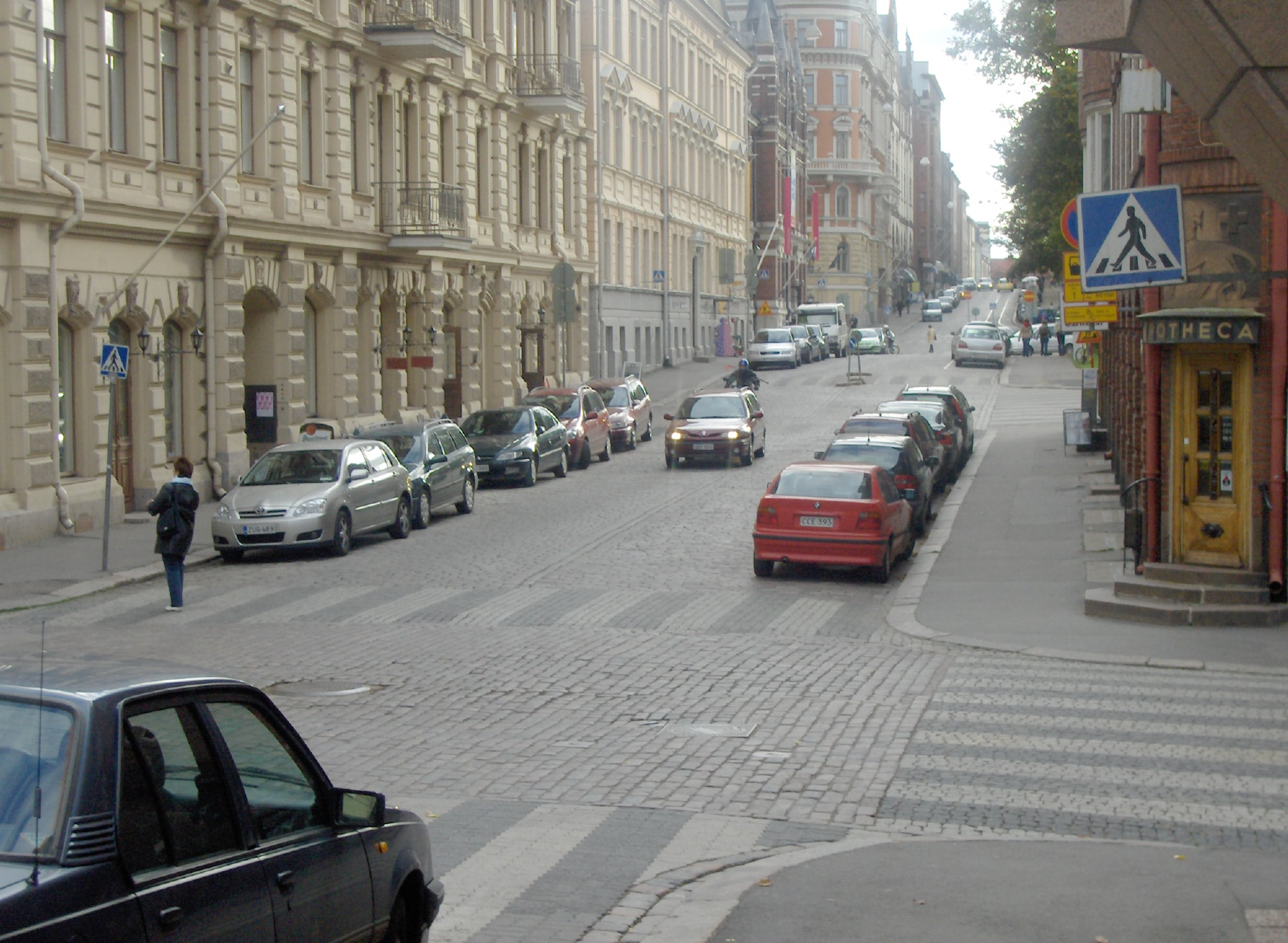
La rue.